# Zheng Qinwen
Zheng Qinwen (en chino, 郑钦文; Shiyan, 8 de octubre de 2002) es una tenista profesional china. Ganó la medalla de oro en individuales femeninos en los Juegos Olímpicos de París 2024, convirtiéndose en la primera tenista asiática, hombre o mujer, en ganar un oro olímpico en individuales. En su camino hacia la medalla, derrotó a las mejores jugadoras, incluida la número uno del mundo, Iga Swiatek. Alcanzó el puesto número 7 del ranking WTA el 29 de enero de 2024, convirtiéndose en la segunda jugadora china en llegar al top 10 después de Li Na. 
Zheng hizo su debut en el cuadro principal de la WTA en el Torneo de Palermo 2021, después de pasar la clasificación, además, aquí fue que ganó su primer torneo de WTA Tour en 2023 en el Palermo Ladies Open, derrotando a la local y no.5 del mundo Jasmine Paolini, defendiendo con éxito el título al año siguiente. En resumen, ha ganado cuatro títulos del WTA Tour, un título Challenger del WTA y ocho títulos individuales de la ITF, y fue nombrada Novata del Año de la WTA en 2022. Disputó una final importante en el Abierto de Australia de 2024.
Zheng tiene como mejor ranking de individuales WTA el N.º 5 logrado en noviembre de 2024. También tiene un ranking WTA más alto de su carrera, N.º 724 en dobles, logrado el 26 de octubre de 2020.

## Primeros años de vida y juventud
Zheng nació en Shiyan, Hubei. Hasta los tres años, pasó un tiempo en la casa de su abuela materna en Chengdu, Sichuan, de donde era originaria su madre. 
Zheng comenzó a jugar al tenis a los siete años. Dos meses después, Zheng, de ocho años, dejó a su familia en Shiyan para entrenar en Wuhan.  Aproximadamente tres años después, se mudó a Beijing para entrenar con Carlos Rodríguez, el ex entrenador de la ídolo de Zheng, Li Na, y luego se mudó a Barcelona, España con su madre en 2019.  Comenzó a trabajar con el entrenador Pere Riba en 2021.

### Logros en Grand Slam Júnior
Resultados de Grand Slam Júnior: Individuales
- Abierto de Australia: 2R (2019)
- Abierto de Francia: Semifinales (2019)
- Wimbledon: 3R (2018, 2019)
- Abierto de Estados Unidos: Semifinales (2019)

Resultados Grand Slam Júnior: Dobles
- Abierto de Australia: 2R (2018)
- Abierto de Francia: Cuartos de final (2019)
- Wimbledon: 1R (2018, 2019)
- Abierto de Estados Unidos: Cuartos de final (2018)

## Carrera profesional

### 2021: Campeonatos consecutivos en ITF y debut en el WTA Tour
En enero de 2021, Zheng derrotó a Linda Fruhvirtová en la final del Torneo Tennis Hope en Hamburgo y ganó el campeonato de nivel ITF Tour 25K. 
El 20 de junio de 2021, Zheng conquistó el título del torneo de nivel 60K en Staré Splavy, República Checa, al imponerse en la final del Macha Lake Open ante Aleksandra Krunić en dos sets.
Su primera victoria en el WTA Tour llegó en el torneo de Palermo 2021, donde derrotó a la cabeza de serie N.º 2 Ludmila Samsonova en la primera ronda. Perdió su siguiente partido ante Jaqueline Cristian.

### 2022: 4.ª ronda en Roland Garros y final en WTA Tour

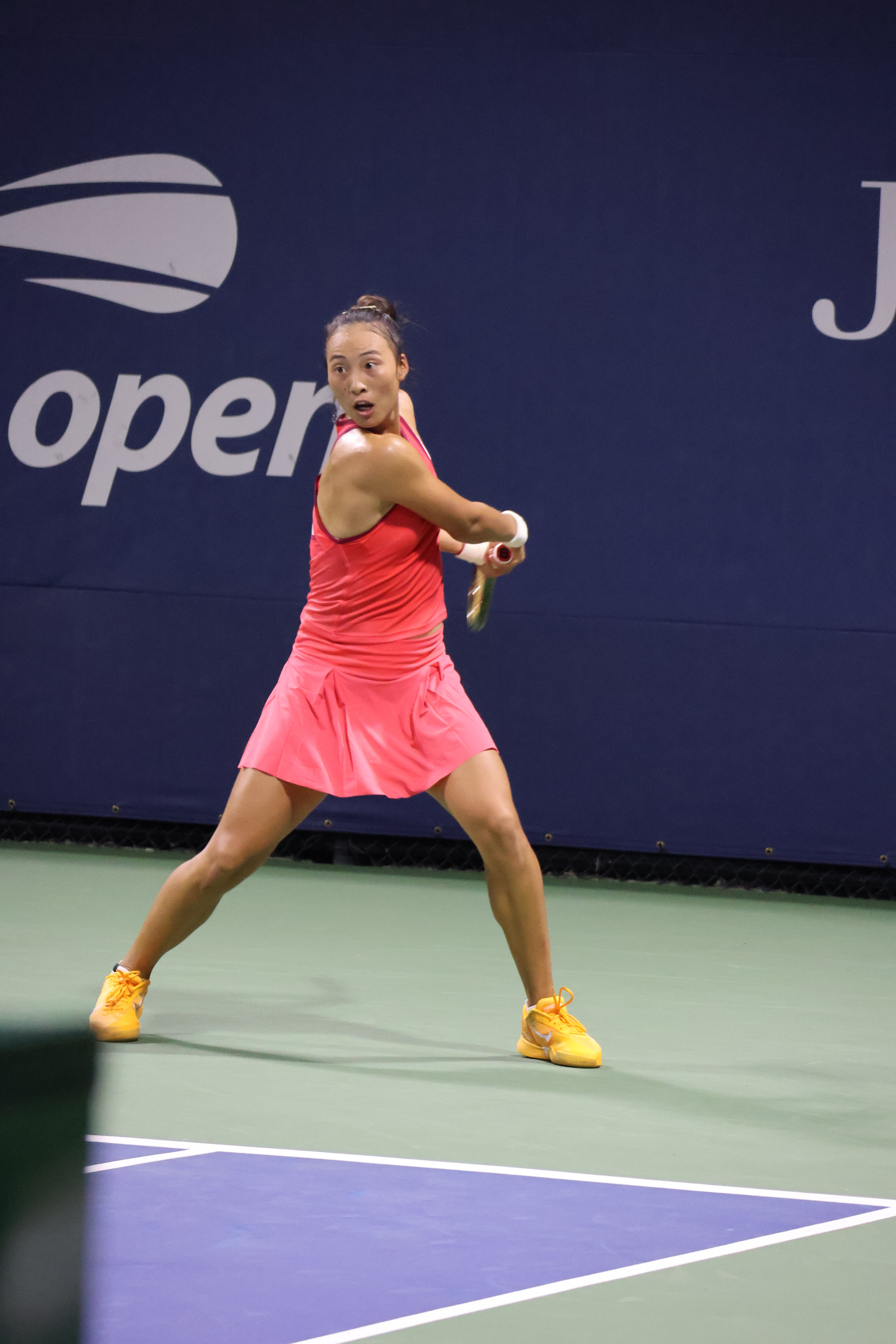
Zheng Qinwen en el US Open.

En el torneo del Melbourne Summer Set, Zheng alcanzó su primera semifinal del WTA Tour venciendo a Mai Hontama , la ex no.2 del mundo Vera Zvonareva y Ana Konjuh, respectivamente. Perdió su partido de semifinales ante la segunda cabeza de serie, Simona Halep, en sets corridos. Una semana después, Zheng se clasificó para su primer evento importante, el Abierto de Australia, donde derrotó a Aliaksandra Sasnovich en la primera ronda.  En la segunda, perdió ante la quinta cabeza de serie, Maria Sakkari, en sets seguidos. El 30 de enero, en la final de Torneo ITF de Orlando, Florida de 60K, derrotó a la estadounidense Christina McHale en dos set para ganar el campeonato y luego estableció un nuevo ranking mundial en el puesto 80. 
En Roland Garros, Zheng derrotó a Maryna Zanevska en su debut en este major. Luego, venció a la cabeza de serie número 19 y ex-campeona del torneo Simona Halep, consiguiendo así su primera victoria entre las 20 mejores, para pasar a la tercera ronda de un major por primera vez en su carrera. Pasó a la cuarta ronda después del retiro de Alizé Cornet, en un partido que comenzó con fuerza ganando 6-0. Cuando lideraba 3-0 en el segundo set, la veterana francesa se retiró debido a una lesión. El 30 de mayo, perdió ante la no. 1 del mundo, Iga Świątek, en la cuarta ronda y que venía  con una racha de 31 victorias consecutivas. Zheng revirtió el primer set en el tie-break y ganó 7-6, poniendo fin al récord de Swiatek de ganar 20 sets consecutivos en todas las competiciones, finalmente perdió los dos siguientes set por 0-6, 2-6. Zheng todavía estaba feliz por su actuación y contenta de poder jugar contra la número uno del mundo.  Como resultado, alcanzó un nuevo récord personal en el puesto número 54, el 6 de junio de 2022, y llegó al top 50, ubicándose en el puesto número 46 del mundo, una semana después cuando ganó su primer título WTA 125 en el Open Internacional de Valencia derrotando a su compatriota Wang Xiyu. 
Zheng debutó en el Campeonato de Wimbledon 2022 derrotando a Sloane Stephens en la primera ronda. Ganó su partido de segunda ronda contra Greet Minnen, antes de caer ante la eventual campeona, Elena Rybakina, en la tercera ronda. 
En agosto, disputó por primera vez el Masters de Canadá, donde derrotó a la wildcard Rebecca Marino, a la quinta cabeza de serie Ons Jabeur por retiro en la segunda ronda para conseguir su primera victoria entre las 10 mejores, y derrotó a Bianca Andreescu en la tercera ronda, para alcanzar el primer cuarto de final WTA 1000 de su carrera, perdiendo ante la 14.ª cabeza de serie Karolína Plíšková, en tres sets. En el Abierto de Estados Unidos, Zheng derrotó a la 16.ª cabeza de serie Jeļena Ostapenko en la primera ronda  y a Anastasia Potapova en la segunda ronda.  Fue derrotada en la tercera ronda por Jule Niemeier, en sets seguidos. 
En el Pan Pacific Open en Japón, Zheng se convirtió en la primera adolescente china en llegar a una final del WTA Tour, que perdió ante Liudmila Samsonova.  Como resultado, alcanzó el top 30 en el puesto número 28 del mundo, el 26 de septiembre de 2022, convirtiéndose en la primera adolescente china en hacerlo.  Zheng fue nombrada debutante del año de la WTA. 
Afectado por una lesión en el tobillo, Zheng se retiró del torneo de Guadalajara, último evento WTA 1000 del circuito, poniendo así fin a toda la temporada, con un récord de 22 victorias y 17 derrotas a lo largo del año.

### 2023: Dos títulos más y cuartos de final del US Open
Zheng comenzó la temporada con una victoria sobre la ex-número 2 del mundo Anett Kontaveit en la primera ronda del Adelaide International , salvando puntos de partido en el tercer set para triunfar en un juego decisivo en el último set.  Perdió ante Victoria Azarenka en la segunda ronda. 
En su debut en el Masters de Roma 2023, derrotó a Alizé Cornet,  Anna Bondár y Wang Xiyu  para llegar a los cuartos de final, donde perdió ante la cabeza de serie no. 11 Veronika Kudermetova.  Como resultado, alcanzó el puesto número 19 en el ranking de la WTA, convirtiéndose en la quinta jugadora china en entrar en el top 20. En el Torneo de Roland Garros, como cabeza de serie número 19, venció a Tamara Zidanšek en la primera ronda, antes de perder ante Yulia Putintseva en la segunda. 
Después del Abierto de Francia, Zheng se separó del entrenador Pere Riba y comenzó a trabajar con el entrenador de Naomi Osaka, Wim Fissette. 
La temporada sobre césped tuvo resultados decepcionantes, ya que perdió los tres partidos individuales que disputó.  Recibió una wild card para su próximo torneo en Palermo. Como segunda cabeza de serie, venció a Sara Errani por partida doble,  luego venció a Diane Parry, Emma Navarro  y Mayar Sherif para alcanzar su segunda final a nivel de gira en la que venció a Jasmine Paolini para ganar su primer título del WTA Tour. 
Como cabeza de serie número 23, Zheng derrotó a Nadia Podoroska y Kaia Kanepi  para alcanzar la tercera ronda del Abierto de Estados Unidos, donde venció a Lucia Bronzetti en tres sets.  Derrotó a la quinta cabeza de serie Ons Jabeur,  para avanzar a su primer cuarto de final importante, perdiendo ante la número 2 del mundo y eventual finalista, Aryna Sabalenka.  Zheng ganó el oro en individuales en los Juegos Asiáticos en septiembre de 2023. 
Consiguió su segundo título del WTA Tour en su propio país en el WTA 500 Zhengzhou Open, derrotando a Barbora Krejčíková en la final.  En el WTA Elite Trophy 2023 derrotó a su compatriota Zhu Lin en semifinales, antes de perder en la final ante Beatriz Haddad Maia. 

### 2024: Finalista del Abierto de Australia y Campeona olímpica
Zheng hizo su debut en la United Cup como la jugadora número uno de China, parte del debut del equipo en el torneo, y registró su primera victoria para asegurar el empate con Chequia.  El equipo de China se clasificó para los cuartos de final, pero fue derrotado por el eventual finalista, el equipo de Polonia.
En el Abierto de Australia, Zheng alcanzó su primera final importante después de haber superado en fases previas a Ashlyn Krueger,  Katie Boulter,  su compatriota Wang Yafan,  y Océane Dodin en su camino a los cuartos donde derrotó a Anna Kalinskaya  antes de vencer a Dayana Yastremska en las semifinales. Zheng perdió la final ante la no.2 del mundo y defensora del título Aryna Sabalenka.  Como resultado, alcanzó el top 10 en el ranking de individuales, la segunda jugadora china en hacerlo después de Li Na. 
Zheng defendió su título en el Palermo Ladies Open en julio, derrotando a la segunda cabeza de serie Karolína Muchová en tres sets en la final, después de haber registrado victorias sobre Sara Errani, Petra Martić, la séptima cabeza de serie Jaqueline Cristian y la cuarta cabeza de serie Diane Parry en rondas anteriores, todas sin perder un set.
En los Juegos Olímpicos de París, Zheng derrotó a Sara Errani, Arantxa Rus, Emma Navarro,  Angelique Kerber  y la cabeza de serie número uno Iga Świątek en la semifinales por la medalla de oro. Zheng derrotó a la croata Donna Vekić en la final para ganar la medalla de oro en individuales femeninos, convirtiéndose en la primera jugadora asiática en ganar el oro olímpico en un evento individual.  Este también fue el segundo oro olímpico de China en tenis, y el primero desde los dobles femeninos en 2004. 
En octubre, las victorias sobre Kamilla Rakhimova, Nadia Podoroska, Amanda Anisimova y la 17.ª cabeza de serie Mirra Andreeva vieron a Zheng alcanzar las semifinales en el Torneo de Pekín 2024, donde perdió ante Karolina Muchová.  La semana siguiente, fue subcampeona en el Torneo de Wuhan 2024, después de conseguir victorias contra Jaqueline Cristian, Leylah Fernández, la tercera cabeza de serie Jasmine Paolini  y Wang Xinyu, perdiendo ante la no.2 del mundo Aryna Sabalenka en tres sets en la final,  
Zheng entró como cabeza de serie número uno y derrotó a Moyuka Uchijima,  a la octava cabeza de serie Leylah Fernández y a la sexta cabeza de serie Diana Shnaider  para llegar a la final del Torneo de Tokio 2024, donde superó a la participante wildcard Sofia Kenin en sets seguidos para reclamar su tercer título del año y asegurarse un lugar en las WTA Finals por primera vez en su carrera. 
En las Finales de la WTA en Riad, Arabia Saudita, Zheng perdió su primer partido de grupo contra Aryna Sabalenka  pero luego derrotó a Elena Rybakina y Jasmine Paolini para llegar a las semifinales, donde superó a Barbora Krejčíková en sets seguidos.  Perdió la final ante Coco Gauff en un partido que se fue a un juego decisivo en el tercer set.  A pesar de la derrota, Zheng alcanzó el ranking más alto de su carrera como N.º 5 del mundo después del torneo. 

## Estadísticas de carrera en Grand Slam
| Torneo          | 2022 | 2023 | 2024 | SR     | W–L   |
| --------------- | ---- | ---- | ---- | ------ | ----- |
| Australian Open | 2R   | 2R   | F    | 0 / 3  | 8–3   |
| Roland Garros   | 4R   | 2R   | 3R   | 0 / 3  | 6–3   |
| Wimbledon       | 3R   | 1R   | 1R   | 0 / 3  | 2–3   |
| US Open         | 3R   | QF   | QF   | 0 / 3  | 10–3  |
| Total           | 8–4  | 6–4  | 12–4 | 0 / 12 | 26–12 |

## Torneos de Grand Slam

### Individual

#### Finalista (1)
| Año  | Torneo               | Oponente en la final | Resultado |
| 2024 | Abierto de Australia | Aryna Sabalenka      | 3-6, 2-6  |

## Juegos Olímpicos

### Individual

#### Medalla de oro
| Año  | Campeonato | Oponente en la final | Resultado |
| 2024 | París 2024 | Donna Vekić          | 6-2, 6-3  |

## Títulos WTA (5; 5+0)

### Individual (5)
| Leyenda              |
| Grand Slam (0)       |
| Juegos Olímpicos (1) |
| WTA Finals (0)       |
| WTA Elite Trophy (0) |
| WTA 1000 (0)         |
| WTA 500 (2)          |
| WTA 250 (2)          |

| N.º | Fecha                 | Torneo            | Superficie    | Oponente en la final | Resultado     |
| --- | --------------------- | ----------------- | ------------- | -------------------- | ------------- |
| 1.  | 23 de julio de 2023   | Palermo           | Tierra batida | Jasmine Paolini      | 6-4, 1-6, 6-1 |
| 2.  | 15 de octubre de 2023 | Zhengzhou         | Dura          | Barbora Krejčíková   | 2-6, 6-2, 6-4 |
| 3.  | 21 de julio de 2024   | Palermo           | Tierra batida | Karolína Muchová     | 6-4, 4-6, 6-2 |
| 4.  | 3 de agosto de 2024   | JJ.OO. París 2024 | Tierra batida | Donna Vekić          | 6-2, 6-3      |
| 5.  | 27 de octubre de 2024 | Tokio (Pacifico)  | Dura          | Sofia Kenin          | 7-6(5), 6-3   |

#### Finalista (5)
| N.º | Fecha                    | Torneo               | Superficie | Oponente en la final | Resultado        |
| 1.  | 25 de septiembre de 2022 | Tokio (Pacífico)     | Dura       | Liudmila Samsónova   | 5-7, 5-7         |
| 2.  | 29 de octubre de 2023    | WTA Elite Trophy     | Dura       | Beatriz Haddad Maia  | 6-7(11), 6-7(4)  |
| 3.  | 27 de enero de 2024      | Abierto de Australia | Dura       | Aryna Sabalenka      | 3-6, 2-6         |
| 4.  | 13 de octubre de 2024    | Wuhan                | Dura       | Aryna Sabalenka      | 3-6, 7-5, 3-6    |
| 5.  | 9 de noviembre de 2024   | WTA Finals           | Dura (i)   | Coco Gauff           | 6-3, 4-6, 6-7(2) |

## Títulos WTA 125s

### Individual (1–0)
| Resultado | Fecha               | Torneo   | Superficie    | Oponente  | Puntaje       |
| --------- | ------------------- | -------- | ------------- | --------- | ------------- |
| Campeona  | 12 de junio de 2022 | Valencia | Tierra batida | Xiyu Wang | 6-4, 4-6, 6-3 |